# Sydney Allard
Sydney Herbert Allard, född 19 juni 1910 i Streatham, London, avliden 12 april 1966 i Esher var en brittisk entreprenör och racerförare.
Sydney Allard grundade även biltillverkaren Allard.